# Arco de Galiano
O Arco de Galiano (em latim: Arcus Gallieni) é o nome dado à Porta Esquilina, um antigo arco romano e entrada da muralha Serviana de Roma, Itália. É um dos poucos monumentos que restam do século III. Foi aqui que as antigas estradas romanas Via Labicana e Via Tiburtina começaram. Os dois portões laterais foram destruídos em 1447.

## História
O arco foi reconstruído em estilo monumental no período de Augusto. A intenção inicial não seria a de construir um arco triunfal, mas sim um arco com função de porta de entrada na muralha da cidade República Romana de Roma.  Em 262, o equestre (Marcus) Aurelius Victor, membro da casa imperial, reedificou o arco ao imperador Galiano e à sua esposa, Salonina, substituindo a inscrição original. O propósito da reedificação foi equilibrar a publicidade negativa que o imperador Galiano ganhou fruto dos vários impasses que o Império sofreu durante o seu reinado.

## Localização
O arco ainda continua erguido na Via San Vito, o antigo Clivus Suburanus - a sequência, a Via S. Martino ai Monti, segue o curso do antigo Argileto, a estrada principal para o Fórum Romano.
Já no período de Augusto, a Porta Esquilina foi considerada incluída no Fórum Esquilino, que incluía o mercado denominado Macelo de Lívia (em latim: Macellum Liviae). Quando os edifícios foram abandonados no final da Idade Antiga, a diaconia e o mosteiro de San Vito ficaram encarregues dos mesmos, conforme registado no Itinerário de Einsiedeln. É nesta igreja que agora repousam os restos do arco.

## Arquitetura
O único arco sobrevivente é feito de travertino, com 8,80 metros de altura, 7,30 metros de largura e 3,50 metros de profundidade. É suportado por pilares com 1,40 metros de largura e 3,50 metros de profundidade. Fora desses pilares, encontram-se duas pilastras com a mesma profundidade, tendo, por cima, capitéis coríntios. Os pilares sustentam um entablamento horizontal de 2 metros de altura e que contém uma inscrição dedicatória na arquitrave. Em cada lado do arco existe uma cornija simples por baixo da sua mola. Um desenho do século XV mostra pequenos arcos laterais. Estes arcos pedestres foram demolidos durante o esse mesmo século.

## Inscrições
| Inscrição original em Latim | Tradução em Português |
| GALLIENO CLEMENTISSIMO PRINCIPI CVIVS INVICTA VIRTVS SOLA PIETATE SVPERACTA EST ET SALONINAE SANCTISSIMAE AVGVSTAE AVRELIVS VICTOR V[ir] E[gregius] DICATISSIMVS NVMINI MAIESTATIQVE EORVM | Para Galieno, o príncipe mais clemente, cujo virtus invicto é apenas superado pelas suas pietas, e para Salonina, santíssima Augusta, Aurelius Victor, o excelente homem, [dedicou] em devoção completa a sua numina e majestade |
| --- | --- |

Estas duas linhas sobreviventes representam o fim de uma inscrição. O grande espaço em branco retangular acima deles tinha lajes de mármore fixadas, com o início da inscrição - os orifícios perfurados para as fixações de metal das lajes ainda são visíveis atualmente. A parte que faltava na inscrição provavelmente chamaria o imperador Valeriano, pai de Galiano, que foi capturado pelos persas do Império Sassânida em 260 d.C.